# Леопольдов, Андрей Филиппович
Андре́й Фили́ппович Леопо́льдов (1800, Ртищево, Саратовская губерния — 13 апреля 1875, Саратов) — краевед, писатель

, этнограф, журналист, первый редактор саратовской газеты «Губернские ведомости».

## Биография
Андрей Леопольдов родился в селе Ртищево Сердобского уезда Саратовской губернии (ныне город Ртищево Саратовской области). Отец Андрея Филипп Петрович Петров, имевший прозвище Гречушкин, служил дьячком в сельской Покровской церкви. По мнению племянника Андрея Филипповича и его первого биографа А. Я. Леопольдова, это прозвище он получил потому, что сеял много гречи. Мать, Мария Кирилловна, была дочерью священника. Некоторое время Андрей воспитывался в доме своей крёстной — богатой бездетной помещицы. Затем учился в пензенском духовном училище, где и получил от своего дяди, ректора училища, фамилию Леопольдов. Эту же фамилию получили братья Андрея: младший — Яков и старший — Лев. По окончании училища Андрей Филиппович был зачислен в пензенскую духовную семинарию. Однако родители чуть было не забрали его из семинарии в надежде пристроить на освободившееся место дьячка в селе Ртищево. Но по настоянию находившегося тогда там пензенского протоиерея Ф. И. Ливанова, знавшего «об отличных дарованиях и успехах их сына», родители не стали препятствовать его учёбе.
Не окончив последний класс духовной семинарии, А. Ф. Леопольдов отправился в Санкт-Петербург, где поступил в медико-хирургическую академию. Вскоре, не чувствуя склонности к медицине, он перевёлся в Петербургскую духовную академию. В 1819 году в числе других противников политики покровительства мистицизма, проводимой министром духовных дел и народного просвещения князем А. Н. Голицыным, А. Ф. Леопольдов подвергся высылке из Петербурга за критику книг мистического направления. Вернувшись в Пензу, Леопольдов помышлял занять место священника в Пензенском кафедральном соборе, однако местные дворяне убедили Андрея Филипповича отказаться от этой идеи. По приглашению дворян Симоновых он отправился в Сердобск, где организовал своего рода пансион для подготовки дворянских детей к учебным заведениям. Вскоре он перебрался в Саратов, где был причислен к канцелярии губернатора А. Д. Панчулидзева, а затем стал домашним учителем его детей.
Летом 1823 года А. Ф. Леопольдов, выехал в Москву, где 3 сентября, при поддержке графа Д. А. Гурьева, был принят в Московский университет на отделение словесных наук. С 1824 года он одновременно служил надзирателем в университетском благородном пансионате. В 1826 году А. Леопольдов получает степень кандидата. Ему предлагают остаться в университете. Он готовит магистерскую диссертацию, но защитить её не успевает. За хранение элегии А. С. Пушкина «Андрей Шенье» Андрей Филиппович был арестован и осужден Новгородским уездным судом. Выйдя на свободу в 1828 году А. Ф. Леопольдов поступил на службу в Новгородскую палату уголовного суда, а через два месяца уехал на родину, где более года «отдыхал, занимаясь науками».
Некоторое время Леопольдов служил учителем в селе Сластуха Сердобского уезда (ныне Екатериновского района). Хотя в его формулярном списке указано, что 16 января 1831 года он поступил на службу в штат Саратовской городской полиции, он в это время всё ещё находился в Сластухе, так как из-за вспыхнувшей в конце августа 1830 года в Саратове эпидемии холеры, которая затем быстро распространилась по всей губернии, не мог выехать. С 3 марта 1831 по 1839 год он исполнял должность столоначальника камерных дел в отделении питейного сбора Саратовской казённой палаты. В 1833 году кандидат словесности А. Леопольдов утверждается Сенатом в статском чине.
30 января 1833 года А. Ф. Леопольдов женился на 15-летней дворянке Анне Тихоновне Протопоповой. Так как невесте ещё не исполнилось законных для вступления в супружество шестнадцати лет саратовский священнослужитель отказался венчать их. Однако Андрей сумел уговорить другого священника обвенчать их. Он тайно увез девушку из Саратова, и они обвенчались в Мариинской колонии. В приданое Анне достался 21 крепостной крестьянин в сёлах Турки и Бабинках Балашовского уезда (ныне Турковский район). В семье Леопольдовых было 7 детей.
После долгой переписки с департаментом министерства юстиции Андрею Филипповичу был возвращён аттестат об окончании университета, отобранный при аресте и в 1834 году он был утверждён в чине коллежского секретаря. В 1840-е — 1850-е годы А. Ф. Леопольдов работает управляющим Дубовской конно-железной дорогой, служит чиновником особых поручений при самарском губернаторе С. Г. Волховском, советником Самарского и Тамбовского губернских правлений, редактором «Самарских губернских ведомостей». В 1858—1861 годах служил в Тамбове, затем вернулся в Саратов, где получил должность старшего советника Саратовского губернского правления. 27 января 1862 года при переезде из Тамбова в Саратов от горячки скончалась супруга Андрея Филипповича Анна Тихоновна.
В 1869 году Леопольдов ссорится с саратовским губернатором и уходит в отставку. На склоне лет А. Ф. Леопольдов выступил против новых веяний в общественной жизни страны, молодого поколения, употребления иностранных слов и так далее. В частности, он был противником открытия в Саратове университета, мотивируя свою точку зрения неблагонадежностью города, так как «в нашем районе родились два изверга» — Н. Г. Чернышевский и Д. В. Каракозов.
А. Ф. Леопольдов скончался в доме своего зятя В. Д. Вакурова 13 апреля 1875 года. После отпевания в Троицком соборе он был похоронен на Воскресенском кладбище Саратова.
В 1932 году чугунная ограда с могилы А. Ф. Леопольдова была снята на металлолом. С этого времени его могила затерялась.

## «Шеньевская история»
В июле 1826 года было создано III отделение Собственной Его Императорского Величества канцелярии для надзора за обществом и борьбы с инакомыслием и оппозицией, в частности, это отделение курировало дела, связанные с декабристами. Один из первых политических процессов, проводимых этим органом, был связан с так называемой «Шеньевской историей», в которой был замешан А. Ф. Леопольдов. В то время он давал частные уроки в доме генеральши Е. П. Вадковской, где познакомился с прапорщиком лейб-гвардии конно-пионерского полка Л. А. Молчановым. Тот ознакомил его с не пропущенным цензурой отрывком из элегии А. С. Пушкина «Андрей Шенье». А. Ф. Леопольдов переписал отрывок и озаглавил его «На 14-е декабря 1825 года». Перед отъездом на родину Андрей познакомил с рукописью своего приятеля коллежского регистратора В. Г. Коноплёва, оказавшегося осведомителем жандармского генерала И. Н. Скобелева. Скобелев, получив донос от Коноплёва, направил донесение о ходящих по рукам стихах Пушкина с надписью: «На 14-е декабря 1825 года» с их копией начальнику III отделения А. Х. Бенкендорфу. В рукописи особенно выделили строки:
О горе! О безумный сон!

Где вольность и закон? Над нами

Единый властвует топор.

Мы све́ргнули царей.

Убийцу с палачами

Избрали мы в цари. О ужас! О позор!
Началось дело о распространении преступных стихов, к которому был привлечён целый ряд лиц. 21 августа 1826 года В. Г. Коноплёв был отправлен в Сердобск, куда выехал из Москвы А. Ф. Леопольдов, с заданием узнать чьи это стихи и от кого они поступили к Андрею Филипповичу. 1 сентября агент дознался у Леопольдова, что стихи даны ему Молчановым в июле 1826 года, о чём и доложил Бенкендорфу. Потрясенный известием, что он находился под подозрением, Леопольдов 10 сентября отправляет письмо А. Х. Бенкендорфу, в котором подробно объяснил, как к нему попали стихи А. С. Пушкина, поэзия которого, по его мнению, есть «сущая язва для народа». Леопольдов, фактически, призывал в письме к расправе над поэтом: «Да постигнет сочинителя сих стихов справедливый гнев правительства и кара закона». Вскоре был найден и арестован Молчанов, который 8 сентября показал, что стихи получены им в феврале 1826 года от лейб-гвардии конно-егерского полка штабс-капитана Алексеева. Александр Ильич Алексеев также был разыскан, арестован и 16 сентября отправлен из Новгорода в Москву. Здесь и начальник Главного штаба И. И. Дибич и генерал Потапов тщетно добивались, чтобы Алексеев сказал, кто ему дал эти стихи. Алексеев отвечал, что он получил их в Москве осенью 1825 года, но от кого, не помнит. Надежда Бенкендорфа на то, что нить приведёт следствие к Пушкину не оправдалась. Алексеев же за своё упорство был приговорён к смертной казни. Впоследствии, по ходатайству Ф. Ф. Вигеля, которому Алексеев приходился племянником, и А. С. Пушкина Александр Ильич был помилован, но переведён из гвардии в армию.
29 сентября, чтобы прояснить свою роль в этом деле, А. Ф. Леопольдов выехал в Санкт-Петербург, где был принят А. Х. Бенкендорфом, который, очевидно, убедившись в его политической благонадежности, решил использовать его для дискредитации А. С. Пушкина. Шеф жандармов устроил А. Ф. Леопольдова в канцелярию Государственного совета. Однако в конце декабря Леопольдов был арестован и отправлен в Новгород, где заседала Верховная следственная комиссия военного суда при лейб-гвардии конно-егерском полку под председательством великого князя Михаила Павловича. Здесь А. Ф. Леопольдов просидел почти 16 месяцев в остроге. Комиссия также привлекла к суду по делу о стихах «На 14-е декабря 1825 года» Пушкина, который был трижды допрошен в 1827 году; в ходе этого допроса поэт убедительно показал, что выделенный из текста «Андрея Шенье» отрывок под названием «На 14-е декабря» не имеет к событиям восстания декабристов никакого отношения, а изображает различные эпизоды Великой французской революции. По завершении дела 28 июня 1828 года за Пушкиным был установлен секретный полицейский надзор. Леопольдова правительствующий сенат предложил лишить «кандидатского звания и всех сопряжённых с ним преимуществ, отдать в солдаты, а в случае негодности сослать в Сибирь на поселение». Однако решением Государственного совета он был освобождён «с подтверждением, чтобы впредь в поступках своих был основательнее, поруча начальству, в должность которого он будет служить, обращать особенное внимание на его поведение».

## Литературная и общественная деятельность
С 1825 года, ещё будучи студентом, Леопольдов сотрудничает как публицист с популярным в XIX веке журналом «Вестник Европы», в котором печатает статьи религиозно-философского содержания, а также различные переводы из книг античных авторов: «Что побудило Олега перенести столицу из Новгорода в Киев?», «Степени нравственного совершенства», «О веротерпимости в России» и др. Известный поэт А. Ф. Мерзляков вводит его в «Общество переводчиков». В 1826 году была напечатала первая крупная работа А. Ф. Леопольдова «Краткое статистическое обозрение Саратовской губернии».
В 1830-х годах А. Ф. Леопольдов сотрудничает со столичными журналами «Вестник Европы», «Московский телеграф», «Северная пчела», «Сын отечества», «Дамский журнал». Он опубликовал более 150 краеведческих статей, среди которых: «О нашествии Пугачёва в Саратовский край», «Местоположение Саратова», «Географическое и статистическое известие о Саратовской губернии», «Название Аткарск и татары», «Свадебные обряды крестьян в Саратовской губернии», «Об увеселениях Саратова», «Иргизские монастыри» и ряд других.
В 1835—1837 годах саратовским губернатором был А. П. Степанов, автор ряда повестей и рассказов. Незадолго до приезда в Саратов он издал «Статистическое описание Енисейской губернии». А. Ф. Леопольдов часто посещал дом губернатора в качестве домашнего учителя его детей. Благодаря покровительству А. П. Степанова он получил возможность ознакомиться с документами в местных архивах. Это позволило ему выпустить монографию «Статистическое описание Саратовской губернии» в 2 томах. Книга была одобрена Николаем I и издана на средства МВД в количестве 1200 экземпляров с представлением всей выручки, 1200 рублей ассигнациями, в пользу автора. В этой монографии дана комплексная характеристика края, включавшая описание географических условий, национального состава и занятий населения, его обычаи и фольклор. К числу недостатков, свойственных всем его историческим работам, можно отнести описательный характер изложения. Им впервые использованы статистические данные по экономике губернии, но они должным образом не были проанализированы. Книга принесла А. Ф. Леопольдову известность. Рецензенты отмечали «полноту, верность и свежесть сведений». Налёт былой неблагонадежности после выхода этой книги окончательно исчезает. В 1830—1840 годах А. Ф. Леопольдов пользовался в Саратове весьма высокой репутацией. Н. Г. Чернышевский ставил его в один ряд с В. Г. Белинским, А. И. Герценом, А. Н. Плещеевым.
За период с 1855 по 1875 годы А. Ф. Леопольдовым было издано на свои средства десять брошюр, фельетонов, оттисков статей из «Саратовского справочного листка», среди них: «Приятельская беседа», «Немудрая мудрость», «Мирской сход в угрюмске», «Юмористические и серьёзные очерки Угрюмска», а также «Заметки на некоторые мысли в статье г-на Мордовцева», «Исторический очерк Саратова и пугачёвщины». В двух последних работах он упрекает знаменитого исторического романиста Д. Л. Мордовцева в симпатиях к Пугачёву. Характеризуя литературную и общественную деятельность А. Ф. Леопольдова в 1850—1870 годах, нельзя не отметить, что он удерживал положение популярного в Саратове литератора только благодаря своим прошлым заслугам. Современники осуждали Леопольдова за поверхностность суждений, за нравоучительный консерватизм, за злоупотребление эффектной фразой в ущерб смыслу, за постоянную апелляцию к текстам Священного писания. Тем не менее в его лице Саратов получил своего первого серьёзного автора, деятельность которого имела существенное значение для развития местной печати.

## А. Ф. Леопольдов на посту редактора
В марте 1845 года А. Ф. Леопольдов был утверждён в должности редактора газеты «Саратовские губернские ведомости», став первым редактором в истории газеты, деятельное участие в составлении номеров которой он принимал и до своего утверждения. Андрей Филиппович затратил много труда на дело улучшения «Ведомостей». За время его редакторства в газете была помещена масса интересных исторических статей и обнародовано немало ценных исторических документов. Он сумел поставить дело так хорошо, что «Саратовские Губернские Ведомости» заняли почётное место среди газет того времени. Он создал многочисленную сеть корреспондентов из местных чиновников, учителей и даже священнослужителей. В «Ведомостях» сотрудничали священник А. Росницкий, профессор Г. С. Саблуков, преосвященный Иаков. Последний нередко присылал в редакцию «Ведомостей» заметки исторического характера. Материалы опубликованных в газете статей А. Ф. Леопольдова по истории, этнографии, фольклору, экономике и даже геологии, в которой он, однако, проявил явную некомпетентность, легли в основу книги «Исторический очерк Саратовского края», которая была напечатана в 1848 году в Москве в количестве 600 экземпляров на собственные средства автора.
А. Ф. Леопольдов занимался редактированием «Ведомостей» с марта 1845 года до апреля 1847 года. Затем редактирование «Саратовских Губернских Ведомостей» было поручено известному русскому историку Н. И. Костомарову.

## Наиболее заметные публикации
- Леопольдов А. Ф. Статистическое описание Саратовской губернии, 1830.
- Леопольдов А. Ф. Статистические заметки о народах, населяющих Саратовскую губернию // Московский телеграф. — 1833. — № 13.
- Леопольдов А. Ф. Статистическое описание Саратовской губернии. — СПб., 1839.
- Леопольдов А. Ф. Историческое воспоминание. Был ли Пётр I в Саратове? // Саратовскія губернскія вѣдомости. — 1839. — № 1.
- Леопольдов А. Ф. Исторический очерк Саратовского края. — М., 1848.